# شریف بن علی
ابوالاملاک سیدی محمدشریف بن علی، امیر تافیلالت از ۱۶۳۱ تا ۱۶۳۶ بود. او ششمین پسر پدرش، علی بن محمد شریف مراکشی بود که در ۹ نوامبر سال ۱۵۸۹ به دنیا آمد. از دیگر نام‌های او می‌توان به مولای علی شریف، مولای محمد یکم، شریف سلطان ابوال، محمدشریف و ... اشاره‌نمود. او احتمالاً بنیانگذار دودمان علوی در مراکش بود. او در سال ۱۶۳۶ از قدرت کنار رفت و پسر ارشدش محمد بن شریف به حکومت تافیلالت رسید. شریف بن علی در سجلماسه در تاریخ ۵ ژوئن ۱۶۵۹ درگذشت.